# 希尔德·施拉德尔
希尔德·施拉德尔（德語：Hilde Schrader，1910年1月4日—1966年3月23日），德国前女子游泳运动员。她曾代表德国参加1928年夏季奥林匹克运动会游泳比赛，获得女子200米蛙泳金牌。